# Veldwespwaaiertje
Het veldwespwaaiertje (Xenos vesparum) is een insect behorend tot de waaiervleugeligen waarvan de vrouwtjes permanent leven als een entomofage endoparasiet in veldwespen (Polistes). Ze blijven hun hele levenscyclus leven in het abdomen van de wesp. 
Mannelijke veldwespwaaiertjes blijven niet heel hun levenscyclus aanwezig in de wesp. Zij verlaten de wesp zodra ze volwassen worden en hebben vleugels om op zoek te gaan naar vrouwtjes om mee te paren. Wespen geïnfecteerd met mannelijke veldwespwaaiertjes overleven deze infectie niet.
Het veldwespwaaiertje parasiteert vooral Polistes gallicus en Polistes dominula. Vooral jongere wespen worden geparasiteerd, maar X. vesparum parasiteert ook oudere wespen.